# Huldreslottet
Das Huldreslottet (norwegisch für Märchenschloss) ist ein 2416 m hoher, markanter und eisfreier Berg im antarktischen Königin-Maud-Land. Er ist der südlichste Berg im Borg-Massiv der Maudheimvidda.
Norwegische Kartografen nahmen seine Benennung vor und kartierten ihn anhand von Vermessungen und Luftaufnahmen der Norwegisch-Britisch-Schwedischen Antarktisexpedition (1949–1952).